# Neocrepidodera crassicornis
Neocrepidodera crassicornis är en skalbaggsart som först beskrevs av Franz Faldermann 1837.  Neocrepidodera crassicornis ingår i släktet Neocrepidodera, och familjen bladbaggar. Arten har ej påträffats i Sverige.